# Kimlinh Tran
Kimlinh Tran (nacida el 12 de diciembre de 1989), también conocido por el seudónimo en línea Hnilmik, es una actriz de doblaje estadounidense de California. Ha realizado trabajo de voz para varios anime y videojuegos, así como varios fandubs de parodia de anime en línea, más notablemente como Chi-Chi en Dragon Ball Z Abridged de TeamFourStar.

## Carrera
Tran es conocida por su trabajo de actuación de voz en varios videojuegos, especialmente por su papel de Fidget de dust: An Elysian Tail y Ms. Fortune de Skullgirls. Ha grabado voces para desarrolladores de videojuegos como Winter Wolves (Always Remember Me, Loren The Amazon Princess) y Wadjet Eye Games (Gemini Rue). También actuó en más de 200 proyectos de Internet.

## Vida personal
Tran se identifica como asexual y de género no binario (específicamente demigirl), y usa los pronombres en inglés she/her y they/them. Es de ascendencia vietnamita.

## Filmografía

### Animación
- Attack on Titan: Abridged – Mikasa Ackerman
- Beyblade Burst – Valt Aoi (temporada 3-presente; doblaje en inglés)
- Cells at Work! – Timocito inmaduro (doblaje en inglés)[6]
- Dragon Ball Z: Abridged – Chi-Chi, Godzirra Girl
- Fight Ippatsu! Jūden-chan!! – Charger Girl Engineer (doblaje en inglés)[7]
- Hellsing Ultimate Abridged – Yumie Takagi
- Kagemono: The Shadow Folk – Fox
- K-On!! – Shizuka Kinoshita, Keiko Sano, Kimiko Makigami (doblaje en inglés)
- MapleStory: New Leaf Saga – EP05 – Farah
- Nurarihyon no Mago – Voces adicionales (doblaje en inglés)
- Pokémon: los secretos de la selva - Koko (doblaje en inglés)
- RWBY - Volume 9 - Blacksmith
- Sanity Not Included – Amanda
- Secret Millionaires Club "Be Cool To Your School" – Voces adicionales
- Shinryaku? Ika Musume – Voces adicionales (doblaje en inglés)
- The Terrain of Magical Expertise (TOME) – Granda
- Toradora! – Voces adicionales (doblaje en inglés)
- Tweeny Witches – Voces adicionales (doblaje en inglés)
- The Beachbuds - PonPon

### Videojuegos
- Always Remember Me – Amarantha Finch
- Apotheon – Ares Warrior, Imprisoned Nymph
- Backstage Pass – Profesora Meridia
- Cookie Run: Kingdom - Kumiho Cookie[8]
- Cryamore – Bliss Barson
- Eternally Us – Fiona "Fio" Mackenzie
- dust: An Elysian Tail – Fidget
- Dreadout – Dedemit Pintu, Jurig Pengantin, Palasik
- Galactic Phantasy Prelude – Emma Rose, Ship A.I.
- Gemini Rue – Edward Wong Hau Pepelu Tivrusky IV
- Haunt the House: Terrortown – Ghost Boy, Humans
- Heroes of Newerth – Queen Serecta, Ven, Lightningbringer, Penitent Lodestone
- Loren The Amazon Princess – Loren
- Monster Strike – Sima Yi, Huang Gai, Coral, Pearl, Homumi, Gigabeast Fighters, Poca-Poco, Decarabia
- Rival Threads: Last Class Heroes – Maya Pendleton
- Skullgirls – Ms. Fortune, Robo-Fortune
- Snipperclips – Snip, Clip[9]
- Stick It To The Man – Heart the Dog, Cranky Nurse, Maria, Beatrice the Dog, Maggie McAllister, Christina the Ghost Girl, Nurses, Black Widow, Alien Lady, Donna Grandiosa, Sentient Missile, Fetus, Soap Opera Woman
- Wargroove – Ragna[10]
- Zombie Vikings – Ravens, Duck Girl, Pinata Maggot, Toughy Scout, Maggot Guards, Sally the Maggot
- Zwei: The Ilvard Insurrection – Exmachina[11]